# Open Water 2: Adrift
Open Water 2: Adrift, ou simplesmente Open Water 2 (Brasil: Pânico em Alto Mar ) é um filme de terror produzido na Alemanha, dirigido por Hans Horn e lançado em 2006.